# Aarón Molinas
Aarón Nicolás Molinas (Lomas del Mirador, partido de La Matanza, 2 de agosto de 2000) es un futbolista argentino que juega como centrocampista en Defensa y Justicia de la Primera División de Argentina.

## Trayectoria

### Inicios y formación
Molinas nació el 2 de agosto de  2000 en San Justo. Comenzó jugando baby fútbol en Club Flecha de Oro y en el Club Social y Deportivo Estrella de Oro, dos clubes de su ciudad natal. Hizo pruebas en Vélez Sársfield. 
En 2011 arribó a las infantiles de Boca Juniors, cuando fue reclutado en una prueba en Ciudad Evita por Diego Mazzilli, para luego ser incorporado a la categoría 2000 que ingresaba a los torneos de AFA. Anteriormente había estado en Liga Metropolitana en River Plate. El volante pasó por diferentes posiciones del campo de juego, incluido el lateral derecho, pero su mayor virtud siempre fue la creación de juego, por lo que se formó como un enganche.
En 2019, con Gustavo Alfaro como director técnico de la primera de Boca, fue incluido en la lista de convocados para disputar la Copa Libertadores 2019, torneo en el que no sumó minutos.

### Boca Juniors
En octubre de 2020, Molinas recibió su primera convocación para formar parte del plantel profesional de Boca, como parte del banco de suplentes en la Copa de la Liga Profesional 2020 a lo largo de los partidos hasta la fase final. Sin embargo, no pudo sumar minutos.
En 2021 pasó a entrenarse con el plantel profesional y a realizar la pretemporada con el primer equipo. En junio de ese mismo año, de cara al primer encuentro de la Liga Profesional 2021, Miguel Ángel Russo lo seleccionó para formar parte del 11 inicial frente a Unión de Santa Fe, produciéndose así su debut absoluto el 16 de julio de 2021 en Primera División.
Un año después de su debut, a junio de 2022, Molinas ya contaba con más de 30 presencias en encuentros de Boca incluyendo cuatro asistencias y dos títulos: la Copa Argentina 2019-20 obtenida en diciembre de 2021 y la Copa de la Liga Profesional 2022 obtenida en mayo de 2022. Por entonces, la prensa planteó la posibilidad de que fuera cedido a Defensa y Justicia para ganar más minutos de juego. El volante finalmente decidió no aceptar ser cedido al club de Varela, porque quería tener la oportunidad de hacerse con el puesto de titular en Boca Juniors. A fines de agosto de 2022, Boca llegó a un acuerdo con el Gil Vicente Futebol Clube por Molinas, que sería cedido por un año al club portugués con opción de compra, pero finalmente la compra no se concretó por decisión del jugador.

#### Tigre
A fines de enero de 2023, Boca llegó a un acuerdo con Tigre para cederlo sin opción de compra por un año.

## Selección nacional
En el año 2018, Molinas, fue sparring de la Selección Argentina en el mundial que se disputó en Rusia. Allí se encontró entrenando con jugadores como Lionel Messi, Kun Agüero, Ángel Di María, entre otros.

## Estadísticas
- Actualizado al último partido disputado: 24 de noviembre de 2023.[15]

| Club | Div.                | Temporada           | Liga  | Liga  | Liga   | Copas nacionales(1) | Copas nacionales(1) | Copas nacionales(1) | Torneos internacionales(2) | Torneos internacionales(2) | Torneos internacionales(2) | Total | Total | Total  |
| Club | Div.                | Temporada           | Part. | Goles | Asist. | Part.               | Goles               | Asist.              | Part.                      | Goles                      | Asist.                     | Part. | Goles | Asist. |
| --- | ------------------- | ------------------- | ----- | ----- | ------ | ------------------- | ------------------- | ------------------- | -------------------------- | -------------------------- | -------------------------- | ----- | ----- | ------ |
| Boca Juniors Argentina | 1.ª                 | 2021                | 18    | 0     | 2      | 1                   | 0                   | 0                   | 1                          | 0                          | 0                          | 20    | 0     | 2      |
| Boca Juniors Argentina | 1.ª                 | 2022                | 15    | 0     | 1      | 12                  | 0                   | 1                   | —                          | —                          | —                          | 27    | 0     | 2      |
| Boca Juniors Argentina | Total club          | Total club          | 33    | 0     | 3      | 13                  | 0                   | 1                   | 1                          | 0                          | 0                          | 47    | 0     | 4      |
| Tigre Argentina | 1.ª                 | 2023                | 22    | 1     | 2      | 14                  | 0                   | 2                   | 6                          | 0                          | 0                          | 42    | 1     | 4      |
| Tigre Argentina | Total club          | Total club          | 22    | 1     | 2      | 14                  | 0                   | 2                   | 6                          | 0                          | 0                          | 42    | 1     | 4      |
| Total en su carrera | Total en su carrera | Total en su carrera | 55    | 1     | 5      | 27                  | 0                   | 3                   | 7                          | 0                          | 0                          | 89    | 1     | 8      |
| (1) Incluye datos de la Primera División de Argentina, Copa Argentina y Copa de la Liga. (2) Incluye datos de la Copa Libertadores y Copa Sudamericana. (3) No incluye goles en partidos amistosos. |                     |                     |       |       |        |                     |                     |                     |                            |                            |                            |       |       |        |

## Palmarés

### Campeonatos nacionales
| Título           | Equipo       | Sede      | Año     |
| ---------------- | ------------ | --------- | ------- |
| Copa Argentina   | Boca Juniors | Argentina | 2019-20 |
| Copa de la Liga  | Boca Juniors | Argentina | 2022    |
| Primera División | Boca Juniors | Argentina | 2022    |

### Otros logros
| Título            | Equipo       | País      | Año  |
| ----------------- | ------------ | --------- | ---- |
| Torneo de Reserva | Boca Juniors | Argentina | 2021 |